# CS Petrom Flacăra Moreni
El Flacăra Moreni es un equipo de fútbol de Rumania que milita en la Liga III, la tercera liga de fútbol más importante del país.

## Historia
Fue fundado en el año 1922 en la ciudad de Moreni con el nombre IMSER Moreni. En 1932, el equipo cambió de nombre por el de Astra Moreni, usado hasta 1951 cuando cambiaron al de Flacăra Moreni.
En 1977, se fusionaron con sus rivales de ciudad Automecanica Moreni, rebautizándose como Flacăra Automecanica Moreni. El nuevo nombre duró hasta 1990, cuando decidieron regresarle el nombre que llevaban anteriormente. Principalmente han jugado en la Liga II y Liga III y han jugado en la Liga I apenas en cuatro temporadas y no participan de ella desde la Temporada 1990/91. Nunca ha sido campeón de Liga ni ha ganado el título de Copa.
A nivel internacional ha participado en un torneo continental, en la Copa UEFA de 1989/90, en la que fue eliminado en la primera ronda por el FC Porto de Portugal.

## Palmarés
- Liga II: 1

1985/86
- - SubCampeón: 1

1951
- Liga III: 6

1946/47, 1971/72, 1972/73, 1975/76, 1978/79, 1983/84
- - Subcampeón: 2

1977/78, 2000/01
- Liga IV - distrito de Dambovita: 1

2015/16

## Participación en competiciones de la UEFA
| Temporada | Torneo    | Ronda | Club     | Casa | Visita | Global |
| --------- | --------- | ----- | -------- | ---- | ------ | ------ |
| 1989/90   | Copa UEFA | 1     | FC Porto | 1–2  | 0–2    | 1–4    |

## Jugadores destacados
- Dudu Georgescu
- Florin Tene
- Gabriel Paraschiv
- Iulian Chiriţă
- Marian Pană
- Daniel Tudor
- Dragoş Mihalache
- Gheorghe Leahu
- Marian Savu

## Entrenadores destacados
- Ion Nunweiller (1986-1989)